# Victoria’s Secret Fashion Show

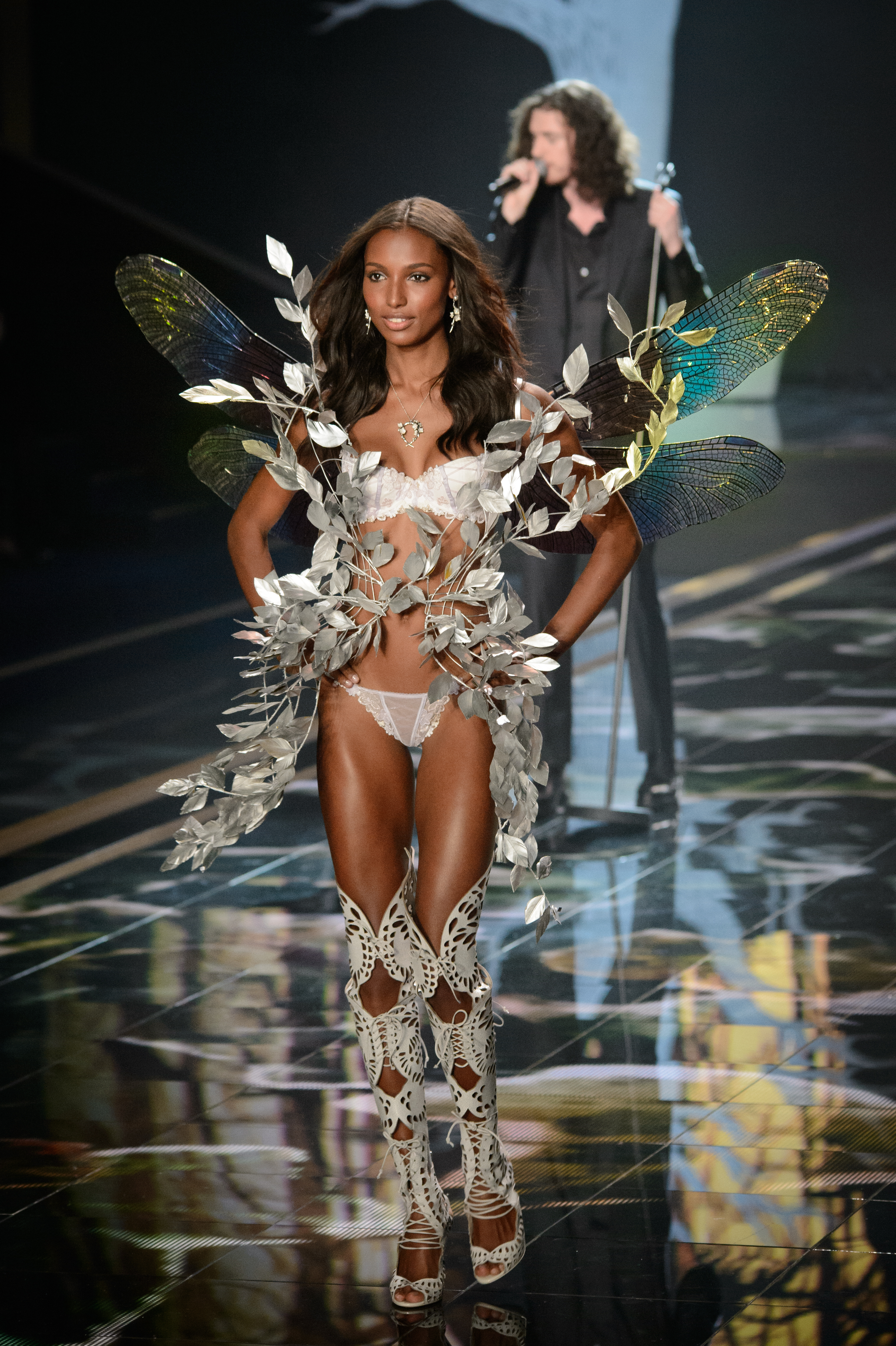
Victoria’s Secret Fashion Show 2014, mit Jasmine Tookes

Die Victoria’s Secret Fashion Show war eine seit 1995 jährlich stattfindende Modenschau der US-amerikanischen Modemarke Victoria’s Secret. Höhepunkt war ab 2001 der Fantasy Bra, ein juwelenbesetzter BH. Nach starker Kritik fiel die Fashion Show 2019 erstmals aus, wurde 2021 eingestellt und 2024 erneuert wiederbelebt.

## Geschichte
Die ersten Modenschauen wurden in den 1990er Jahren kurz vor dem Valentinstag abgehalten, um die Marke für diesen Tag zu bewerben. In den Jahren 1999 und 2000 war die Modenschau ein Webcast. Seit 2001 wurde die Schau in die Vorweihnachtszeit vorverlegt. Das amerikanische Fernsehen sendete die Schau während der Hauptsendezeit. 2001 und 2018 wurde sie von ABC und in den dazwischen liegenden Jahren von CBS übertragen. Die Schau wurde hauptsächlich in den USA abgehalten, am häufigsten in New York (16 von 24 Shows). Später war dann das 69th Regiment Armory der Schauplatz. Weitere Orte waren Miami, Los Angeles, und in Europa London, Cannes und Paris, sowie Shanghai. 2004 fand die Angels Across America Tour durch New York City, Miami, Las Vegas und Los Angeles anstelle der jährlichen Modenschau statt. Ab Mitte der 2010er Jahre wurde den Verantwortlichen der Show wiederholt vorgeworfen, ein Frauenbild zu präsentieren, dass schon längst überholt sei. So wurde Ende 2014 ein Werbeplakat mit zehn Models in Dessous und dem Schriftzug „The perfect body“ heftig dafür kritisiert, dass die Werbekampagne beleidigend sei und das Körperbewusstsein ungesund verzerre. Mit zunehmender Kritik sanken die Verkaufszahlen und die Einschaltquoten der TV-Übertragungen der Show gingen zurück.
Ende 2018 erntete Ed Razek, einer der CEO der Show, einen Shitstorm für seine Aussage in einem Interview mit der Vogue, dass er nicht der Meinung sei, dass die Show Plus-Size- oder Transgender Models beinhalten müsse. Mitte Mai 2019 gab Leslie Wexner, der Gründer und CEO von L Brands, dem Mutterunternehmen von Victoria’s Secret, bekannt, dass es in Zukunft keine TV-Übertragungen der Dessous-Show mehr geben werde: „Wir glauben nicht, dass das Fernsehen die richtige Lösung für die Zukunft ist.“ 2021 gab der neue CEO Martin Waters bekannt, es werde keine Fashion Shows und „Victoria’s Secret Angels“ mehr geben und man arbeite an einer Erneuerung der Marke.
Nachdem die Marke Inklusion und Diversität in das Programm integrierte, wurde die Fashion Show am 15. Oktober 2024 in New York als Promotion Event genutzt, um diese Bemühungen öffentlich dem Publikum vorzustellen.

## Die Modenschau

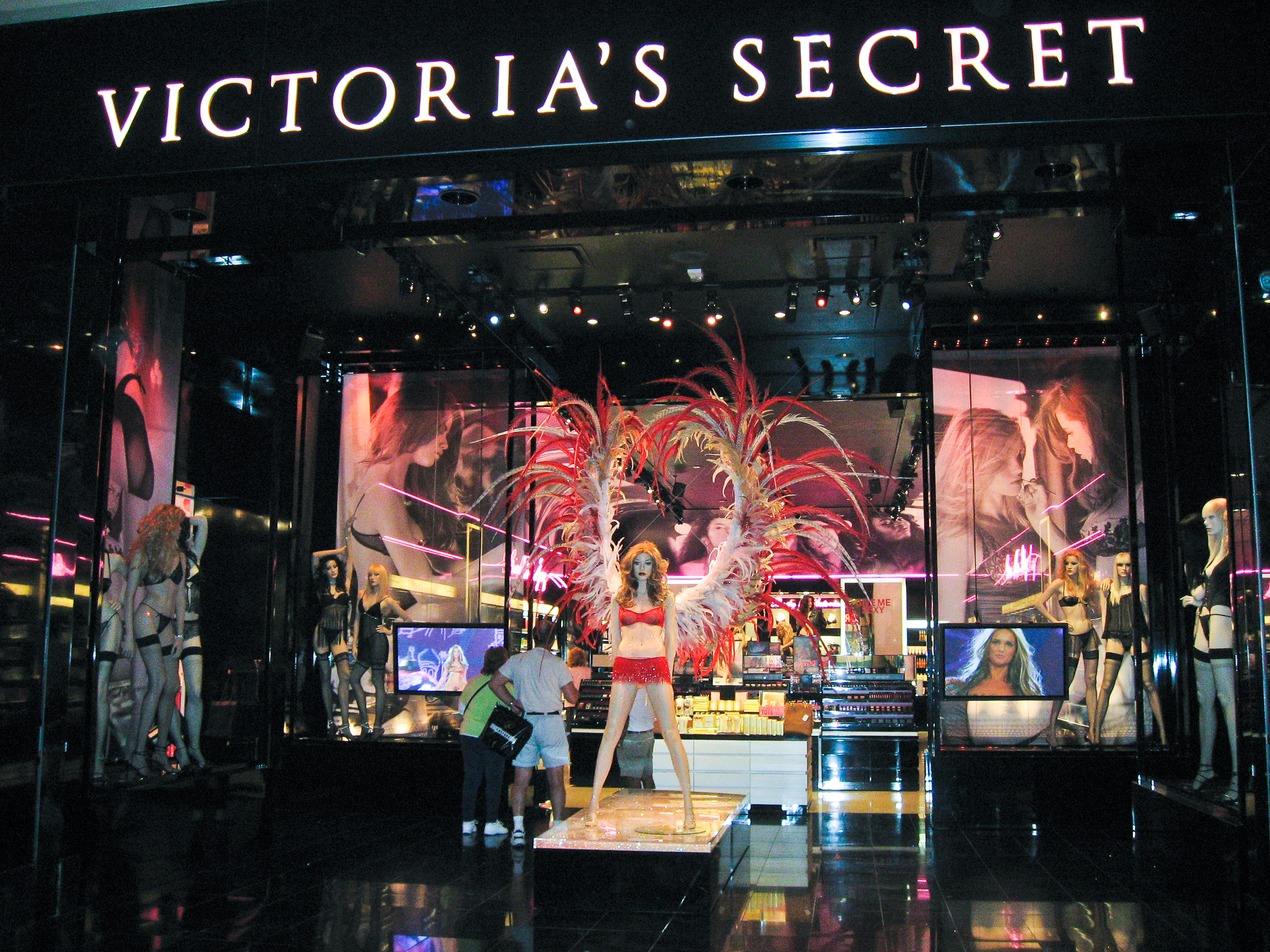
Victoria’s-Secret-Boutique mit Dekoration im Stil der Victoria’s Secret Fashion Show, Las Vegas, 2009

Die Modenschau präsentierte Lingerie und wurde von Live-Musik und einem Bühnenbild mit Bezug zu den Themen der Schau begleitet. Die Schau zog hunderte von Prominenten und Stars an, mit jährlich wechselnden Sondervorführungen. Jedes Jahr wurden 20 bis 40 Topmodels ausgesucht, die in der Schau auftraten. Die großen Engelsflügel, die von den Models getragen wurden, sowie Flügel anderer Art und Größe, wie die von Schmetterlingen, Pfauen oder Teufeln, wurden das Symbol der Marke Victoria’s Secret. Die für die Show unter Vertrag stehenden Models wurden wegen der Engelsflügel Victoria’s Secret Angels genannt. Ein „Angel“-Vertrag gehörte zu den begehrtesten und lukrativsten Modeljobs in der Branche. Ein besonders hohes Ansehen genossen Models, die auserkoren wurden, den Fantasy Bra präsentieren zu dürfen.

## Liste der Modenschauen
| Datum                                                                     | Ort                                              | Sender                      | Zuschauer     | Models | Models | Künstler |
| Datum                                                                     | Ort                                              | Sender                      | Zuschauer     | Liste | Quelle | Künstler |
| ------------------------------------------------------------------------- | ------------------------------------------------ | --------------------------- | ------------- | --- | --- | --- |
| 1. Aug. 1995                                                              | Plaza Hotel, New York City                       | Keine Sendung               | Keine Sendung | Natane Adcock, Helena Barquilla, Leilani Bishop, Keri Claussen, Gail Elliott, Valerie Jean, Angelika Kallio, Catherine McCord, Beverly Peele, Stephanie Seymour, Ingrid Seynhaeve, Frederique van der Wal, Veronica Webb, Magdalena Wrobel | [ 8 ] | |
| 6. Feb. 1996                                                              | Plaza Hotel, New York City                       | Keine Sendung               | Keine Sendung | Tyra Banks, Leilani Bishop, Naomi Campbell, Helena Christensen, Yasmeen Ghauri, Beverly Peele, Catherine McCord, Carrie Salmon, Stephanie Seymour, Frederique van der Wal, Veronica Webb | [ 9 ] [ 10 ] [ 11 ] | |
| 4. Feb. 1997                                                              | Plaza Hotel, New York City                       | Keine Sendung               | Keine Sendung | Tyra Banks, Elsa Benítez, Naomi Campbell, Esther Cañadas, Laetitia Casta, Helena Christensen, Yasmeen Ghauri, Tricia Helfer, Heidi Klum, Vendela Kirsebom, Georgianna Robertson, Rebecca Romijn, Carrie Salmon, Claudia Schiffer, Ingrid Seynhaeve, Stephanie Seymour, Frederique van der Wal | [ 12 ] [ 13 ] [ 14 ] | |
| 3. Feb. 1998                                                              | Plaza Hotel, New York City                       | Keine Sendung               | Keine Sendung | Natane Adcock, Tyra Banks, Naomi Campbell, Laetitia Casta, Bridget Hall, Tricia Helfer, Jaime King, Heidi Klum, Valeria Mazza, Annie Morton, Karen Mulder, Astrid Muñoz, Chandra North, Daniela Peštová, Inés Rivero, Rebecca Romijn, Chrystele Saint Louis Augustin, Carrie Salmon, Stephanie Seymour | [ 15 ] [ 16 ] | |
| 3. Feb. 1999                                                              | Cipriani - Wall Street restaurant, New York City | Webcast durch Broadcast.com | 2.0+          | Natane Adcock, Tyra Banks, Elsa Benítez, Leilani Bishop, Gisele Bündchen, Laetitia Casta, Ana Cláudia Michels, Trish Goff, Eva Herzigová, Kirsty Hume, Kiara Kabukuru, Carmen Kass, Jaime King, Heidi Klum, Hollyanne Leonard, Adriana Lima, Karen Mulder, Daniela Peštová, Frankie Rayder, Inés Rivero, Stephanie Seymour, Eugenia Silva | [ 18 ] [ 19 ] [ 20 ] [ 21 ] [ 22 ] | |
| 18. Mai 2000                                                              | Cannes, France                                   | Webcast                     |               | Alessandra Ambrosio, Mini Anden, Danita Angell, Tyra Banks, Gisele Bündchen, Naomi Campbell, Laetitia Casta, Aurélie Claudel, Haylynn Cohen, Rhea Durham, Trish Goff, Eva Herzigová, Carmen Kass, Heidi Klum, Karolína Kurková, Adriana Lima, Angela Lindvall, Ana Cláudia Michels, Karen Mulder, Oluchi Onweagba, Daniela Peštová, Frankie Rayder, Caroline Ribeiro, Inés Rivero, Stephanie Seymour, Ingrid Seynhaeve, Fernanda Tavares | [ 15 ] [ 23 ] [ 24 ] [ 25 ] | |
| 13. Nov. 2001 Gesendet: 15. November 2001                                 | Bryant Park, New York City                       | ABC                         | 12.4          | Alessandra Ambrosio, Mini Anden, Tyra Banks, Gisele Bündchen, Aurélie Claudel, Rhea Durham, Karen Elson, Trish Goff, Bridget Hall, Emma Heming, Eva Herzigová, Heidi Klum, Karolína Kurková, Anouck Lepère, Adriana Lima, Audrey Marnay, Diána Mészáros, Omahyra Mota, Daniela Peštová, Rie Rasmussen, Caroline Ribeiro, Inés Rivero, Maggie Rizer, Molly Sims, Fernanda Tavares, Alek Wek | [ 27 ] [ 28 ] [ 29 ] | Mary J. Blige und Andrea Bocelli                                                                            |
| 14. Nov. 2002 Gesendet: 20. November 2002                                 | Lexington Avenue Armory, New York City           | CBS                         | 10.5          | Michelle Alves, Alessandra Ambrosio, Caitríona Balfe, Tyra Banks, Ana Beatriz Barros, Letícia Birkheuer, Gisele Bündchen, Naomi Campbell, Dewi Driegen, Reka Ebergenyi, Lindsay Frimodt, Bridget Hall, Ana Hickmann, Carmen Kass, Liya Kebede, Heidi Klum, Karolína Kurková, Adriana Lima, Oluchi Onweagba, Ujjwala Raut, Frankie Rayder, Caroline Ribeiro, Inga Savits, Nadine Strittmatter, Yfke Sturm, Fernanda Tavares, Eugenia Volodina, Raquel Zimmermann | [ 28 ] [ 31 ] [ 32 ] [ 33 ] | Destiny’s Child, Marc Anthony und Phil Collins                                                              |
| 13. Nov. 2003 Gesendet: 19. November 2003                                 | Lexington Avenue Armory, New York City           | CBS UPN repeat              | 9.4 3.5       | Michelle Alves, Alessandra Ambrosio, Mini Anden, Tyra Banks, Ana Beatriz Barros, Letícia Birkheuer, Marcelle Bittar, Gisele Bündchen, Naomi Campbell, Dewi Driegen, Isabeli Fontana, Lindsay Frimodt, Carmen Kass, Liya Kebede, Heidi Klum, Karolína Kurková, Adriana Lima, Angela Lindvall, Deanna Miller, Oluchi Onweagba, Ujjwala Raut, Frankie Rayder, Margarita Svegzdaite, Fernanda Tavares, Eugenia Volodina, Jacquetta Wheeler | [ 34 ] [ 36 ] [ 37 ] [ 38 ] | Sting, Mary J. Blige und Eve                                                                                |
| 2004 (Angels Across America Tour anstelle der jährlichen Modenschau)      | New York City, Miami, Las Vegas und Los Angeles  |                             |               | Alessandra Ambrosio, Tyra Banks, Gisele Bündchen, Heidi Klum, Adriana Lima | | |
| 9. Nov. 2005 Gesendet: 6. Dezember 2005 Wiederholung: 13. Dezember 2005   | Lexington Avenue Armory, New York City           | CBS UPN repeat              | 8.9 3.33      | Alessandra Ambrosio, Tyra Banks, Bianca Balti, Ana Beatriz Barros, Gisele Bündchen, Inguna Butane, Naomi Campbell, Morgane Dubled, Selita Ebanks, Isabeli Fontana, Izabel Goulart, Heidi Klum, Tatiana Kovylina, Doutzen Kroes, Karolína Kurková, Adriana Lima, Angela Lindvall, Andi Muise, Oluchi Onweagba, Natasha Poly, Julia Stegner, Yfke Sturm, Fernanda Tavares, Caroline Trentini, Eugenia Volodina, Marija Vujović, Caroline Winberg, Raquel Zimmermann | [ 40 ] [ 41 ] [ 45 ] [ 46 ] | Chris Botti, Ricky Martin, Seal und Rutgers University Drumline                                             |
| 16. Nov. 2006 Gesendet: 5. Dezember 2006 Wiederholung: 19. Dezember 2006  | Kodak Theatre, Los Angeles                       | CBS The CW                  | 6.8           | Alessandra Ambrosio, Ana Beatriz Barros, Gisele Bündchen, Jeísa Chiminazzo, Élise Crombez, Flavia de Oliveira, Morgane Dubled, Selita Ebanks, Izabel Goulart, Rosie Huntington-Whiteley, Miranda Kerr, Doutzen Kroes, Karolína Kurková, Adriana Lima, Angela Lindvall, Heather Marks, Andi Muise, Ajuma Nasenyana, Oluchi Onweagba, Natasha Poly, Katja Shchekina, Hana Soukupová, Jessica Stam, Julia Stegner, Caroline Trentini, Caroline Winberg, Raquel Zimmermann | Vor der Modenschau von 2005 verkündete Banks ihren Entschluss, ihre Tätigkeit als Model zu beenden und eine Fernsehkarriere mit The Tyra Banks Show zu beginnen. | Justin Timberlake                                                                                           |
| 16. Nov. 2007 Gesendet: 4. Dezember 2007 Wiederholung: 11. Dezember 2007  | Kodak Theatre, Los Angeles                       | CBS The CW                  | 7.4 2.94      | Alessandra Ambrosio, Inguna Butane, Élise Crombez, Flavia de Oliveira, Morgane Dubled, Selita Ebanks, Lindsay Ellingson, Isabeli Fontana, Izabel Goulart, Rosie Huntington-Whiteley, Miranda Kerr, Heidi Klum, Michaela Kocianova, Karolína Kurková, Noémie Lenoir, Adriana Lima, Angela Lindvall, Marisa Miller, Andi Muise, Oluchi Onweagba, Behati Prinsloo, Hana Soukupová, Jessica Stam, Julia Stegner, Candice Swanepoel, Eugenia Volodina, Marija Vujović, Erin Wasson, Jessica White, Katie Wile, Caroline Winberg | [ 55 ] [ 58 ] [ 59 ] | Spice Girls, will.i.am, Seal und Heidi Klum                                                                 |
| 15. Nov. 2008 Gesendet: 3. Dezember 2008 Wiederholung: 17. Dezember 2008  | Fontainebleau Hotel, Miami                       | CBS The CW                  | 8.7 2.43      | Clara Alonso, Alessandra Ambrosio, Ana Beatriz Barros, Inguna Butane, Shannan Click, Emanuela de Paula, Flavia de Oliveira, Morgane Dubled, Selita Ebanks, Lindsay Ellingson, Isabeli Fontana, Izabel Goulart, Erin Heatherton, Rosie Huntington-Whiteley, Carmen Kass, Miranda Kerr, Heidi Klum, Doutzen Kroes, Karolína Kurková, Abbey Lee Kershaw, Adriana Lima, Noémie Lenoir, Maryna Linchuk, Angela Lindvall, Sessilee Lopez, Marisa Miller, Arlenis Sosa Pena, Behati Prinsloo, Julia Stegner, Sarah Stephens, Lara Stone, Candice Swanepoel, Edita Vilkevičiūtė, Anne Vyalitsyna, Caroline Winberg | [ 61 ] [ 64 ] [ 65 ] [ 66 ] | Usher und Jorge Moreno                                                                                      |
| 19. Nov. 2009 Gesendet: 1. Dezember 2009 Wiederholung: 9. Dezember 2009   | Lexington Avenue Armory, New York City           | CBS The CW                  | 8.3 1.7       | Lily Aldridge, Alessandra Ambrosio, Ana Beatriz Barros, Kylie Bisutti, Shannan Click, Jamie Lee Darley, Selita Ebanks, Lindsay Ellingson, Isabeli Fontana, Izabel Goulart, Erin Heatherton, Rosie Huntington-Whiteley, Chanel Iman, Anna Jagodzinska, Dorothea Barth Jorgensen, Miranda Kerr, Heidi Klum, Abbey Lee Kershaw, Tatiana Kovylina, Doutzen Kroes, Anastasia Kuznetsova, Maryna Linchuk, Sessilee Lopez, Enikő Mihalik, Marisa Miller, Aminata Niaria, Behati Prinsloo, Anja Rubik, Lyndsey Scott, Julia Stegner, Candice Swanepoel, Elyse Taylor, Caroline Trentini, Edita Vilkevičiūtė, Liu Wen, Caroline Winberg | [ 71 ] | The Black Eyed Peas                                                                                         |
| 10. Nov. 2010 Gesendet: 30. November 2010 Wiederholung: 8. Dezember 2010  | Lexington Avenue Armory, New York City           | CBS The CW                  | 9 2.4         | Lily Aldridge, Alessandra Ambrosio, Gracie Carvalho, Shannan Click, Katsia Damankova, Lily Donaldson, Selita Ebanks, Lindsay Ellingson, Isabeli Fontana, Magdalena Frąckowiak, Izabel Goulart, Heloise Guerin, Erin Heatherton, Rosie Huntington-Whiteley, Chanel Iman, Constance Jablonski, Jacquelyn Jablonski, Karolína Kurková, Adriana Lima, Maryna Linchuk, Flavia de Oliveira, Emanuela de Paula, Behati Prinsloo, Lais Ribeiro, Anja Rubik, Fabiana Semprebom, Jessica Stam, Julia Stegner, Martha Streck, Candice Swanepoel, Edita Vilkevičiūtė, Anne Vyalitsyna, Liu Wen, Caroline Winberg | [ 75 ] [ 76 ] | Katy Perry und Akon                                                                                         |
| 9. Nov. 2011 Gesendet: 29. November 2011 Gesendet: 14. Dezember 2011      | Lexington Avenue Armory, New York City           | CBS The CW                  | 10.3 1.6      | Lily Aldridge, Alessandra Ambrosio, Jessica Clarke, Shannan Click, Lily Donaldson, Lindsay Ellingson, Toni Garrn, Izabel Goulart, Sui He, Erin Heatherton, Bregje Heinen, Elsa Hosk, Chanel Iman, Constance Jablonski, Jacquelyn Jablonski, Miranda Kerr, Karlie Kloss, Doutzen Kroes, Ieva Lagūna, Adriana Lima, Maryna Linchuk, Caroline Brasch Nielsen, Flavia de Oliveira, Emanuela de Paula, Karmen Pedaru, Behati Prinsloo, Lais Ribeiro, Anja Rubik, Cameron Russell, Joan Smalls, Shanina Shaik, Julia Stegner, Anais Mali, Candice Swanepoel, Anne Vyalitsyna, Liu Wen, Caroline Winberg | [ 79 ] | Maroon 5, Kanye West, Jay-Z und Nicki Minaj                                                                 |
| 7. Nov. 2012 Gesendet: 4. Dezember 2012 Wiederholung: 12. Dezember 2012   | Lexington Avenue Armory, New York City           | CBS The CW                  | 9.48 1.52     | Lily Aldridge, Alessandra Ambrosio, Dorothea Barth Jorgensen, Cara Delevingne, Sharam Diniz, Lily Donaldson, Jourdan Dunn, Lindsay Ellingson, Barbara Fialho, Isabeli Fontana, Magdalena Frąckowiak, Toni Garrn, Izabel Goulart, Frida Gustavsson, Jessica Hart, Sui He, Erin Heatherton, Bregje Heinen, Elsa Hosk, Constance Jablonski, Jacquelyn Jablonski, Miranda Kerr, Karlie Kloss, Doutzen Kroes, Ieva Lagūna, Adriana Lima, Barbara Palvin, Shu Pei, Behati Prinsloo, Hilary Rhoda, Cameron Russell, Shanina Shaik, Joan Smalls, Candice Swanepoel, Jasmine Tookes, Maud Welzen, Liu Wen | [ 83 ] [ 84 ] | Rihanna, Justin Bieber und Bruno Mars                                                                       |
| 13. Nov. 2013 Gesendet: 10. Dezember 2013 Wiederholung: 16. Dezember 2013 | Lexington Avenue Armory, New York City           | CBS The CW                  | 9.72 1.11     | Sigrid Agren, Lily Aldridge, Alessandra Ambrosio, Maria Borges, Cindy Bruna, Cara Delevingne, Lily Donaldson, Jourdan Dunn, Lindsay Ellingson, Barbara Fialho, Malaika Firth, Magdalena Frąckowiak, Kelly Gale, Toni Garrn, Izabel Goulart, Jessica Hart, Sui He, Erin Heatherton, Elsa Hosk, Martha Hunt, Constance Jablonski, Jacquelyn Jablonski, Monika Jagaciak, Karlie Kloss, Doutzen Kroes, Ieva Lagūna, Adriana Lima, Maryna Linchuk, Caroline Brasch Nielsen, Behati Prinsloo, Hilary Rhoda, Lais Ribeiro, Sara Sampaio, Josephine Skriver, Joan Smalls, Kasia Struss, Candice Swanepoel, Jasmine Tookes, Devon Windsor, Ming Xi | | Taylor Swift, Fall Out Boy, Neon Jungle, A Great Big World und Rutgers University Drumline                  |
| 2. Dez. 2014 Gesendet: 9. Dezember 2014 Wiederholung: 16. Dezember 2014   | Earls Court, London, GB                          | CBS The CW                  | 9.29 1.24     | Sigrid Agren, Lily Aldridge, Alessandra Ambrosio, Maria Borges, Daniela Braga, Cindy Bruna, Lily Donaldson, Jourdan Dunn, Lindsay Ellingson, Barbara Fialho, Isabeli Fontana, Magdalena Frąckowiak, Kelly Gale, Izabel Goulart, Kate Grigorieva, Imaan Hammam, Sui He, Bregje Heinen, Taylor Marie Hill, Elsa Hosk, Martha Hunt, Constance Jablonski, Jacquelyn Jablonski, Monika Jagaciak, Karlie Kloss, Doutzen Kroes, Ieva Lagūna, Yumi Lambert, Adriana Lima, Grace Mahary, Stella Maxwell, Eniko Mihalik, Blanca Padilla, Behati Prinsloo, Lais Ribeiro, Sara Sampaio, Shanina Shaik, Irina Sharipova, Josephine Skriver, Joan Smalls, Romee Strijd, Kasia Struss, Candice Swanepoel, Jasmine Tookes, Maud Welzen, Devon Windsor, Ming Xi | [ 90 ] [ 91 ] | Taylor Swift, Ed Sheeran, Ariana Grande und Hozier                                                          |
| 10. Nov. 2015 Gesendet: 8. Dezember 2015 Wiederholung: 15. Dezember 2015  | Lexington Avenue Armory, New York City           | CBS The CW                  | 6.59          | Lily Aldridge \| Alessandra Ambrosio \| Leomie Anderson \| Maria Borges \| Daniela Braga \| Cindy Bruna \| Gracie Carvalho \| Sharam Diniz \| Lily Donaldson \| Barbara Fialho \| Magdalena Frąckowiak \| Izabel Goulart \| Kate Grigorieva \| Gigi Hadid \| Sui He \| Rachel Hilbert \| Taylor Marie Hill \| Pauline Hoarau \| Elsa Hosk \| Martha Hunt \| Constance Jablonski \| Jacquelyn Jablonski \| Monika Jagaciak \| Kendall Jenner \| Valery Kaufman \| Yumi Lambert \| Adriana Lima \| Bruna Lirio \| Flavia Lucini \| Bridget Malcolm \| Stella Maxwell \| Leila Nda \| Behati Prinsloo \| Megan Puleri \| Lais Ribeiro \| Sara Sampaio \| Shanina Shaik \| Vita Sidorkina \| Josephine Skriver \| Joan Smalls \| Romee Strijd \| Candice Swanepoel \| Jasmine Tookes \| Sanne Vloet \| Maud Welzen \| Devon Windsor \| Ming Xi | [ 93 ] | Ellie Goulding, Selena Gomez und The Weeknd                                                                 |
| 30. Nov. 2016 Gesendet: 5. Dezember 2016 Wiederholung: 14. Dezember 2016  | Grand Palais, Paris                              | CBS The CW                  | 6.61          | Lily Aldridge \| Alessandra Ambrosio \| Leomie Anderson \| Alanna Arrington \| Maria Borges \| Daniela Braga \| Cindy Bruna \| Janiece Dilone \| Lily Donaldson \| Grace Elizabeth \| Barbara Fialho \| Georgia Fowler \| Lameka Fox \| Kelly Gale \| Izabel Goulart \| Kate Grigorieva \| Luma Grothe \| Bella Hadid \| Gigi Hadid \| Sui He \| Rachel Hilbert \| Taylor Marie Hill \| Elsa Hosk \| Martha Hunt \| Kendall Jenner \| Xiao Wen Ju \| Valery Kaufman \| Maggie Laine \| Adriana Lima \| Keke Lindgard \| Flavia Lucini \| Bridget Malcolm \| Stella Maxwell \| Lais Oliveira \| Herieth Paul \| Brooke Perry \| Jourdana Phillips \| Lais Ribeiro \| Camille Rowe \| Sara Sampaio \| Irina Shayk \| Josephine Skriver \| Joan Smalls \| Romee Strijd \| Zuri Tibby \| Jasmine Tookes \| Sanne Vloet \| Liu Wen \| Megan Williams \| Devon Windsor \| Ming Xi | [ 95 ] | Lady Gaga, Bruno Mars und The Weeknd                                                                        |
| 20. Nov. 2017 Gesendet: 28. November 2017 Wiederholung: 12. Dezember 2017 | Mercedes-Benz-Arena, Shanghai, China             | CBS The CW                  | 4.98          | Adriana Lima \| Aiden Curtiss\| Alanna Arrington \| Alecia Morais \| Alessandra Ambrosio \| Alexina Graham \| Amilna Estevão \| Barbara Fialho \| Bella Hadid \| Blanca Padilla \| Bruna Lirio \| Candice Swanepoel \| Cindy Bruna \| Daniela Braga \| Devon Windsor \| Dilone \| Elsa Hosk \| Estelle Chen \| Frida Aasen \| Georgia Fowler \| Gizele Oliveira \| Grace Bol \| Grace Elizabeth \| Herieth Paul \| Jasmine Tookes \| Josephine Skriver \| Jourdana Phillips \| Karlie Kloss \| Kelly Gale \| Lais Ribeiro \| Lameka Fox \| Leila Nda \| Leomie Anderson \| Lily Aldridge \| Liu Wen \| Maggie Laine \| Maria Borges \| Martha Hunt \| Megan Williams \| Ming Xi \| Nadine Leopold \| One Wang Yi \| Romee Strijd \| Roosmarijn de Kok \| Samile Bermannelli \| Sanne Vloet \| Sara Sampaio \| Stella Maxwell \| Sui He \| Taylor Marie Hill \| Vanessa Moody \| Victoria Lee \| Xiao Wen Ju \| Xin Xie \| Zuri Tibby                                                                                          | [ 97 ] | Harry Styles, Miguel, Li Yundi, Leslie Odom Jr., und Jane Zhang                                             |
| 8. Nov. 2018 Gesendet: 2. Dezember 2018 Wiederholung: 7. Dezember 2018    | Pier 94, New York City                           | ABC                         | 3.27          | Adriana Lima \| Aiden Curtiss \| Alanna Arrington \| Alannah Walton \| Alexina Graham \| Barbara Fialho \| Barbara Palvin \| Behati Prinsloo \| Bella Hadid \| Candice Swanepoel \| Cheyenne Carty \| Cindy Bruna \| Devon Windsor \| Duckie Thot \| Elsa Hosk \| Estelle Chen \| Frida Aasen \| Georgia Fowler \| Gigi Hadid \| Gizele Oliveira \| Grace Bol \| Grace Elizabeth \| Herieth Paul \| Iesha Hodges \| Isilda Moreira \| Jasmine Tookes \| Josephine Skriver \| Josie Canseco \| Jourdana Phillips \| Kelly Gale \| Kelsey Merritt \| Kendall Jenner \| Lais Ribeiro \| Lameka Fox \| Leomie Anderson \| Liu Wen \| Lorena Rae \| Maggie Laine \| Maia Cotton \| Martha Hunt \| Mayowa Nicholas \| Megan Williams \| Melie Tiacoh \| Ming Xi \| Myrthe Bolt \| Nadine Leopold \| Romee Strijd \| Sadie Newman \| Sara Sampaio \| Shanina Shaik \| Sofie Rovenstine \| Stella Maxwell \| Subah Koj \| Sui He \| Taylor Marie Hill \| Toni Garrn \| Willow Hand \| Winnie Harlow \| Yasmin Wijnaldum \| Zuri Tibby | [ 98 ] | Shawn Mendes, Rita Ora, The Chainsmokers, Bebe Rexha, Halsey, Leela James, Kelsea Ballerini, und The Struts |
| 15. Okt. 2024                                                             | Duggal Greenhouse, Brooklyn, New York City       | keine Sendung               | keine Sendung | Adriana Lima, Irina Shayk, Alessandra Ambrosio, Tyra Banks, Gigi Hadid, Candice Swanepoel, Bella Hadid, Kate Moss, Barbara Palvin, Ashley Graham, Behati Prinsloo, Jasmine Tookes, Taylor Hill, Grace Elizabeth, Doutzen Kroes, Imaan Hammam, Alex Consani, Devyn Garcia, Paloma Elsesser, Anok Yai, Lila Moss, Blesnya Minher, Liu Wen, Valentina Sampaio, Kai Soleil, Carla Bruni, Eva Herzigová | [ 99 ] [ 100 ] | LiSA, Tyla und Cher                                                                                         |